# 恐怖の百物語
『恐怖の百物語』（きょうふのひゃくものがたり）とは、1991年4月2日から同年9月24日まで関西テレビの深夜番組放送枠「TV-DOS」で放送されたトーク番組である。

## 概要
一般からの参加者たちがスタジオで稲川淳二らに自身の心霊体験を語っていた深夜番組で、畑中啓司が司会を務めていた。番組のラストでは、霊能者の佐原衣唆往が参加者たちのお祓いをしていた。他に、特別ゲストとしてあべ静江と船越英一郎が出演した。最終回では、稲川が呪われた生き人形の話をした。
この番組の内容は、一部ではあるが書籍化・DVD化されている。そして2006年には、畑中に替わって稲森誠が司会を務めたリメイク版『新・恐怖の百物語』が同じく関西テレビで放送された。
2022年からは、CS放送フジテレビONEでも放送されている。

## 出演者

### 司会
- 畑中啓司（ナレーター）

### レギュラー
- 稲川淳二（タレント）
- 佐原衣唆往（霊能者）

### 体験者
- 第13回 近藤理枝（女優）-ラスト・フランケンシュタインの撮影時に宿泊したホテルのエピソード

### ゲスト
- 第20回 あべ静江
- 第21回 船越英一郎

### 構成
- 中山市朗
- 山本博視

## 怪奇現象
第一回目の放送で霊が映る
第一回目の放送でゲストが怪談をしている最中、カメラが怪談を聞いていた稲川を映した直後の左下部分に人の顔の様に見える青い発光体が浮遊。
稲川淳二に霊が憑依
第十六回目の放送で、女性が体験談を話している最中に女性に霊が憑りつく。それを稲川淳二が取ろうと挑戦するが、今度は稲川淳二に憑りつき、最終的には佐原が除霊した。この日は、先述の状況から2人目の体験談は無くなった。
撮影中に骸骨が浮遊
稲川淳二が番組の撮影中にいきなり「声がする」と言い出し、番組セットの襖を指差して「骸骨だ！骸骨だ！」と言い出し、佐原もこれに同調。番組中に急遽除霊作業を始めた。
最終回収録時に霊が出現
最終回本編に進む直前、スタジオ中央奥にセットされた襖にうっすらと浮かび上がった顔が出現した様子が放送された。この模様は後に1999年にて放送された『奇跡体験!アンビリバボー』のコーナー「恐怖のアンビリバボー」内でも特集として取り上げられた。

## 関連商品

### 書籍
- 恐怖の百物語 第1弾（1992年6月発売、関西テレビ放送、二見書房、ISBN 4-576-92076-6）
- 恐怖の百物語 第2弾（1993年6月発売、関西テレビ放送、二見書房、ISBN 4-576-93080-X）
- 恐怖の百物語 第3弾（1994年5月発売、関西テレビ放送、二見書房、ISBN 4-576-94068-6）
- 恐怖の百物語 第4弾（1995年5月発売、関西テレビ放送、二見書房、ISBN 4-576-95076-2）
- 恐怖の百物語 第5弾（1996年5月発売、関西テレビ放送、二見書房、ISBN 4-576-96046-6）
- 恐怖の百物語スペシャル 第1弾（1997年8月発売、関西テレビ放送、二見書房、ISBN 4-576-97102-6）
- 恐怖の百物語 戦慄のTV番組霊体験の実話集 第1弾（2004年7月、関西テレビ放送、二見書房、ISBN 4-576-04137-1） - 無印第3弾の再編集版。

### DVD
- 稲川淳二の恐怖の百物語 その壱（2005年10月21日発売、エースデュースエンタテインメント）
- 稲川淳二の恐怖の百物語 その弐（2005年10月21日発売、エースデュースエンタテインメント）